# Alianța pentru Unirea Românilor (Republica Moldova)
Alianța pentru Unirea Românilor (Moldova) este un partid unionist din Republica Moldova, fondat în 2021, având drept scop principal unirea Republicii Moldova cu România.

## Ideologie
Alianța pentru Unirea Românilor din Republica Moldova împărtășește valori comune cu partidul cu același nume din România, susținând în primul rând unirea Republicii Moldova cu România. Prin acest mijloc se va realiza integrarea Moldovei în UE și NATO.
Partidul își propune să realizeze unirea în 2024, prin câștigarea tuturor alegerilor din România, cât și prin câștigarea alegerilor în Republica Moldova.

## Istoric
George Simion și Claudiu Târziu, co-președinți fondatori ai partidului AUR din România, au anunțat pe 5 mai 2021, în cadrul unei conferințe de presă organizate în Parlamentul României, că partidul cu același nume a fost fondat și pe teritoriul Republicii Moldova, având drept scop participarea în alegerile parlamentare anticipate din 11 iulie 2021. Pentru aceste alegeri, partidul a făcut o alianță electorală cu Partidul Liberal, Uniunea Salvați Basarabia și cu Partidul Popular Românesc.
Mitropolitul Petru și-a exprimat susținerea pentru partidul AUR.

## Conducerea
Președintele partidului este activistul unionist Vlad Bilețchi.

## Candidații (primii 10)[13]
- Victoria Grosu-Vremeș[14]
- Vlad Bilețchi
- Valeriu Munteanu
- Dorin Chirtoacă
- Tatiana Potîng
- Igor Hîncu
- Veronica Herța
- Maria Arvinte
- Eduard Drăgulin
- Ilie Crețu

## Rezultate electorale
| Anul alegerilor | voturi | % din voturile tot. | mandate obținute | poziție | Guvernare        |
| --------------- | ------ | ------------------- | ---------------- | ------- | ---------------- |
| 2021            | 57,216 | 5.49                | 6 / 101          | 10      | Extraparlamentar |

## Legături externe
- Website Oficial Arhivat în 6 aprilie 2022, la Wayback Machine.
- Pagina de Facebook